# Золотковичи
Золотковичи (укр. Золотковичі) — село в Шегининской сельской общине Яворовского района Львовской области Украины.
Население по переписи 2001 года составляло 562 человека. Занимает площадь 1,907 км². Почтовый индекс — 81355. Телефонный код — 3234.